# Maroš Kováč
Maroš Kováč (Košice, 11 april 1977) is een Slowaaks voormalig wielrenner die anno 2023 ploegleider is bij Dukla Banská Bystrica.

## Palmares
2001
 Slowaaks kampioen ploegentijdrijden, Elite
2002
1e etappe Ronde van Egypte
 Slowaaks kampioen ploegentijdrijden, Elite
2003
6e etappe Ronde van Egypte
7e etappe Ronde van de Zuid-Chinese Zee
2004
Proloog, 2e, 3e en 6e etappe Ronde van Egypte
Eindklassement Ronde van Egypte
2005
1e etappe Ronde van Egypte
1e etappe Grand Prix Cycliste de Gemenc
3e etappe Ronde van Slowakije
2006
2e etappe Ronde van Servië
 Slowaaks kampioen op de weg, Elite
5e etappe Ronde van Marokko
2007
 Slowaaks kampioen veldrijden, Elite
Proloog en 4e etappe Ronde van Egypte
2e etappe Ronde van Turkije
4e etappe deel A Ronde van Slowakije
2008
3e etappe Umm Al Quwain Race
2009
 Slowaaks kampioen klimmen, Elite
2010
2e etappe Paths of King Nikola
 Slowaaks kampioen klimmen, Elite
2011
Les challenges Phosphatiers – Challenge Khouribga
2012
3e etappe Ronde van Tsjechië
Ronde van Bohemen
2013
Proloog Sibiu Cycling Tour
2014
3e etappe Ronde van Slowakije
2015
4e etappe Ronde van Slowakije
1e etappe Ronde van Hongarije

## Resultaten in voornaamste wedstrijden
| Jaar |  | WK op de weg |
| ---- |  | ------------ |
| 2006 |  | opgave       |
| 2007 |  | opgave       |
| 2008 |  | opgave       |
| 2012 |  | opgave       |

## Ploegen
- 2001 –  De Nardi-Pasta Montegrappa
- 2002 –  De Nardi-Pasta Montegrappa
- 2004 –  Dukla Trenčín
- 2005 –  Dukla Trenčín
- 2006 –  Dukla Trenčín
- 2007 –  Dukla Trenčín Merida
- 2008 –  Dukla Trenčín Merida
- 2009 –  Dukla Trenčín Merida
- 2010 –  Dukla Trenčín Merida
- 2011 –  Dukla Trenčín Merida
- 2012 –  Dukla Trenčín Trek
- 2013 –  Dukla Trenčín Trek
- 2014 –  Dukla Trenčín Trek
- 2015 –  Kemo Dukla Trenčín
- 2016 –  Dukla Banská Bystrica
- 2017 –  Dukla Banská Bystrica

Brasi · 
Bratkowski · 
Crepaldi · 
Fedenko · 
Finco · 
Forner · 
Gazi ·
Hecl ·
Kokorine · 
Kováč · 
Kranjec · 
Laris · 
Palumbo · 
Panetta · 
Sedoen ·
Šipeky · 
Špak ·
Valach ·
Turicchia ·
Wielinga ·
Anderson (stagiair) ·
Ballan (stagiair) ·
Kružić (stagiair)
Aug ·
Ballan ·
Brasi · 
Bulgarelli · 
Cadamuro · 
Dubos · 
Fadrny · 
Gazi ·
Gobbi ·
Hecl ·
Klucka ·
Kohut ·
Kokorine · 
Kováč · 
Kranjec ·
Kružić · 
Miorin · 
Ongarato ·
Palumbo · 
Pidhorny · 
Prázdnovský ·
Šipeky · 
Testi ·
Valach ·
Wielinga
Gazi · Klučka · Kolínek · Kováč · Milon · Šipeky · Slota · M.Velits · P.Velits · Zsombok
Branický · Freivolt · Galovič · Hekele · Kasidlo · Kolínek · Kováč · Liška · Milon · Mitošinka · Šipeky · Slota · Žabka · Zachar
Bachratý · Broniš · Dobiaš · Kasidlo · Kováč · Liška · Mička · Polievka · Šipeky · Slota · Tybor · Zachar
Bachraty · Dobiaš · Freivolt · Gajdošík · Kasidlo · Kováč · Polievka · Sagan · Šipeky · Tybor · Vyšna · Zachar
Bachratý · Božik · Broniš · Freivolt · Kováč · Mahďar · Polievka · Povolný · Sagan · Šipeky · Tybor · Vyšna · Zachar
Božik · Kováč · Krizan · Mahďar · Polievka · Procner · Rovnak · J. Sagan · P. Sagan · Šipeky · Tybor · Vyšna · Žabka · Zachar
Ažaltovič · Hrbáček · Jurčo · Kováč · Mahďar · Marek · Nagy · Polievka · Rovňák · Šipeky · Tybor · Valach · Vyšna
Ažaltovič · Béreš · Chalás · Hrbáček · Jurčo · Kováč · Mahďar · Marek · Nagy · Novák · Polievka · Šipeky · Tybor · Vyšna
Béreš · Broniš · Chalás · Gavenda · Habera · Kolář · Kováč · Mahďar · Špánik · Taragel · Tybor · Varhanik · Vyšna
Baška · Broniš · Daško · Gavenda · Jurčo · Kolář · Kováč · Mahďar · Malovec · Taragel · Tybor · Vyšna
Baška · Broniš · Daško · Jurčo · Kováč · Mahďar · Malovec · Taragel · Tybor
Broniš · Dubeň · Holomek · Jurčo · Kováč · Krajíček · Lajcha · Mahďar · Strmiska · Tybor · Zanelli
Bátora · Bellan · Harag · Haring · Kováč · Kováčik · Lajcha · Mahďar · Palčák · Strmiska · Tybor · Zimány · Cully (stagiair) · Ulík (stagiair)